# Фыонг Тхань
Фыонг Тхань (вьет. Phương Thanh; полное имя Буй Тхи Фыонг Тхань, 27 апреля, 1973, уезд Нонгконг, Тханьхоа, Северный Вьетнам) — вьетнамская певица и киноактриса.

## Биография
Получила известность в конце 1990-х годов благодаря своему разнообразию стилей, уникальному мощному голосу с хрипотцой и экспрессивной манерой исполнения. Исполняет песни только на вьетнамском языке, до недавнего времени — в основном романтические песни о любви. В 2011 году сменила сценический образ на более экспрессивный.
Снялась как актриса в нескольких фильмах.
Замужем, имеет дочь. Живёт и работает в Хошимине.

## Дискография
- Chanh Giã Từ Dĩ Vãng CD
- Một Thời Đã Xa CD
- Lang Thang Tình 2000
- Tiếng Rao
- Phuong Thanh Minh Thuan duet — Ta Chẳng Còn Ai
- Chào năm 2000
- Vol. 1 — Nếu như… trót yêu
- Vol. 2 — Khi giấc mơ về
- Vol. 3 — Hãy để em ra đi … Vì em yêu anh
- Vol. 4 — Quay về ngày xưa
- Vol.5 — Thương một người (Tình khúc Trịnh Công Sơn)
- Vol. 6 — Tìm lại lời thề
- Vol. 7 — Sang mùa
- Bolero vol. 1
- Con Ốc Bươu[1] (2011)
- Quay về đây - Mèo hoang[2] (10-11-2011)

## Фильмография
- Беременность напрокат (2006)
- Поцелуй смерти (2008) — Г-жа Гадалка
- Потерянный рай (2011) — Чан Тхи Фыок Хань